# بوب! أو إس
بوب!_أو إس (بالإنجليزية: Pop!_OS)‏ هي توزيعة لينكس حرة ومفتوحة المصدر معتمدة على أوبونتو من تطوير شركة العتاد الأمريكية سيستم76، وتوفرها في حواسيبها بشكل افتراضي، ولكن يمكن تثبيتها على معظم الحواسيب الأخرى. تتضمن التوزيعة بيئة سطح مكتب معتمدة على جنوم تدعى كوزمك.

## وصلات خارجية
- الموقع الرسمي